# 17 어게인
《17 어게인》(영어: 17 Again)은 2009년 개봉한 미국의 청춘 판타지 코미디 영화이다.

## 줄거리
전도유망한 농구 선수 마이크와 그의 연인 스칼릿. 중요한 농구 시합이 있던 날, 스칼릿은 마이크에게 임신 사실을 알린다. 이 말에 충격을 받은 마이크는 경기에 집중하지 못하고 헤매다가 결국 경기 도중 스칼릿을 향해 뛰쳐나가 버리는 사고를 치고 만다. 그렇게 두 사람은 17살이란 어린 나이에 부부가 된다.
그로부터 20년 후, 풋풋했던 사랑은 식어버렸고 이혼까지 앞두고 있다. 그런데 이혼이 코앞에 다가온 어느 날, 마이크는 이상한 사고를 당하고, 다시 깨어나보니 20년 전 17살 시절로 되돌아가 있다.
당황한 것도 잠시, 마이크는 곧 친구 네드를 학부형으로 위장시켜 자신이 다녔던 고등학교에 위장 전학을 가고, 그곳에서 자신의 아들 앨릭스와 딸 매기를 만난다. 그리고 전혀 몰랐던 두 아이의 학교 생활 모습을 보게 된다.

## 출연
- 매슈 페리 - 마이크 오도널 (37살) 역
- 잭 에프론 - 마이크 오도널 (17살) 역
- 레슬리 맨 - 스칼릿 오도널 (37살) 역
- 앨리슨 밀러 - 스칼릿 오도널 (17살) 역
- 토머스 레넌 - 네드 골드 역
- 타일러 스틸먼 - 네드 골드 (10대) 역
- 미셸 트랙턴버그 - 매기 오도널 역
- 스털링 나이트 - 앨릭스 오도널 역
- 멀로라 하딘 - 제인 매스터슨 교장 역
- 헌터 패리시 - 스탠 역
- 니콜 설리번 - 나오미 역
- 캣 그레이엄 - 제이미 역
- 티야 서카 - 서맨사 역
- 멀리사 오드웨이 - 로런 역
- 브라이언 도일머리 - 관리인 역
- 조지 로렌 - 니콜 역
- 짐 개피건 - 머피 코치 역
- 마거릿 조 - 델 부인 역
- 애덤 그레고리 - 돔 역
- 콜렛 울프 - 웬디 역
- 토미 듀이 - 로저 역
- 다이애나마리아 리바 - 판사 역
- 버네사 리 체스터 - 치어리더 역
- 랜디 고든 - 사진사
- 린다 밀러 - 여 관리인
- 로나 스콧 - 비서
- 래리 포인덱스터
- 레이철 브룩 스미스

## 수상
- 2010년 제19회 MTV 영화 & TV 어워즈 후보 최고의 남자배우상